# دی‌سی شوز
دی‌سی شوز (انگلیسی: DC Shoes) شرکت پوشاک و کفش آمریکایی است، که در سال ۱۹۹۴ توسط کن بلاک و دیمون وی تأسیس شد.